# Kirsten Fencker
Kirsten L. Fencker, også kaldet Kiista Fencker (født 3. september 1979) er en grønlandsk embedsmand og politiker for Naleraq. Hun var sundhedsminister 2021-2022.

## Uddannelse og erhverv
Kirsten Fencker er uddannet kontorassistent (TNI) på Grønlands Handelsskole (Niuernermik Ilinniarfik) i 2005. Hun blev akademiøkonom i økonomi- og ressourcestyring (NI-2) samme sted i 2013, og fik en HD i organisation og ledelse i 2015.
Hun har været ansat i Selvstyret siden 2014. Hun var projektkoordinator og fungerende afdelingsleder i Finansdepartementet 2014-2016, og faglig leder i den statslige sundhedsorganisation Paarisa 2016-2020. I december 2020 blev hun afdelingschef i Forfatningskommissionens sekretariat.

## Politisk karriere
Fencker var minister for sundhed i Regeringen Múte Bourup Egede I for Naleraq fra 23. april 2021 til 4. april 2022. Hun havde ikke tidligere været aktiv politiker. Hun havde sygeorlov på gund af stress fra 10. januar 2022 til 14. februar 2022. Hendes ministerium blev passet af Pele Broberg og Mimi Karlsen mens hun havde orlov.

## Privatliv
Kirsten Fencker blev gift med Nino Fencker i 2007. Hun har tre børn.